# Палінчак Михайло Михайлович
Михайло Михайлович Палінчак (нар. 29 січня 1985, м. Ужгород, нині Україна) — український фотограф. Член Національної спілки фотохудожників України (2008), Української Фотографічної Альтернативи (2012). Син Михайла Палінчака.

## Життєпис
Михайло Палінчак народився 29 січня 1985 року в місті Ужгороді.
Фотографувати почав у 2007 році. У 13 років тато подарував йому першу камеру, на якій він відзняв дві плівки. 
Закінчив факультет міжнародних економічних відносин Ужгородського національного університету (бакалавр), магістратуру Київського Інституту Міжнародних відносин (2007).
Працював головним консультантантом головного департаменту інформаційної політики Офісу Президента України.

### Захоплення
Улюблені фотографи — Аарон Сіскінд, Алекс Уебб, Гаррі Груйєр, Георгій Пінхасов, Вільям Еглстон, Сол Ляйтер, Стівен Шор, Трент Парк, Йозеф Судек та книги — «Щоденник» Чака Паланіка; про фотографію «Camera Lucida» Ролана Барта.

## Доробок
Учасник понад 60 колективно і особистих виставок в різних країнах світу, таких як: Україна, Нідерланди, Словенія, Сербія, Македонія, Англія, Польща, США, Грузія, Німеччина, Франція, Бельгія, Білорусь, Естонія.
Світлини публікувалися в журналі «Репортер». Після цього публікувався у «The New York Times», «The Washington Post», «The Guardian», «Le Monde» та «Deutsche Welle».
Світлини використані, як ілюстрації
- у книгах зокрема:
  - «Світ, який ми захищаємо» (2018)[6]

Фотографував Барака Обаму, Дональда Трампа, Ангелу Меркель, Папу Римського.
Ініціатор спільноти «Українська Вулична Фотографія».
У 2020 році видав книгу «Anamnesis».
Починаючи з 2022 року активно висвітлює повномасштабну війну Росії проти України публікуючи свої репортажі в фотоагенстві SOPA Images

## Відзнаки
- переможець[7]
  - 157-ї виставки Royal Photographic Society (UK, 2014),
  - фотоконкурсу газети «День» (UA, 2016),
  - всеукраїнського конкурсу «Фотограф року» у різних номінаціях.

Отримав золото за серію в категорії «Новини», золото за одиночне фото в категорії «Портрет» і срібло за серію в категорії «Портрет» на міжнародному конкурсі репортажної фотографії LifePressPhoto